# طعم الأسمنت (فلم)
طعم الإسمنت هو فيلم وثائقي للمخرج زياد خلتوم صدر في يناير 2018 يروي حكاية 200 عامل بناء سوري هربوا من سوريا خلال الحرب بعد أن دُمرت بيوتهم، ويعملون اليوم في إعادة إعمار مدينة بيروت، يعيشون في حفرة تحت الأرض، يخرجون منها كل يوم نحو الأعلى فقط في بناء عالٍ مطل على مدينة بيروت.
ما يعطي لحكاية العمال السوريين تلك في فيلم «طعم الإسمنت» فرادة وخصوصية كونها تقوم على خزان من التفاصيل والمقاربات التي يعيشون فيها؛ فالحياة بالنسبة لهم كما يصفها مخرج الفيلم زياد كلثوم باتت دائرة إسمنتية هربوا منها في سوريا بعد أن دُمر البيت الإسمنتي الذي بُني خلال الحرب الأهلية اللبنانية، واليوم هم في لبنان الذي يبنى على مهل بعد نهاية الحرب.

## ملخص
يتتبع الفيلم لاجئين سوريين يعملون في موقع بناء ناطحة سحاب في بيروت، أجبرهم حظر التجول على النوم في أقبية المبنى قيد الإنشاء. وهو يتوازى مع عمل العمال في تشييد مبنى وصور الدمار الذي لحق ببلدهم الأصلي بسبب الحرب.

## عن الفيلم
حاز الفيلم الوثائقي الطويل «طعم الإسمنت» Taste of Cement 2017 للمخرج السوري زياد كلثوم على جائزة أفضل فيلم وثائقي بعد العرض الرسمي الأول له في مهرجان فيزيون دو رييل في سويسرا. يروي فيلم «طعم الإسمنت» حكاية 200 عامل بناء سوري هربوا من سوريا خلال الحرب بعد أن دُمرت بيوتهم، ويعملون اليوم في إعادة إعمار مدينة بيروت، يعيشون في حفرة تحت الأرض، يخرجون منها كل يوم نحو الأعلى فقط في بناء عالٍ مطل على مدينة بيروت.
ما يعطي لحكاية العمال السوريين تلك في فيلم «طعم الإسمنت» فرادة وخصوصية كونها تقوم على خزان من التفاصيل والمقاربات التي يعيشون فيها؛ فالحياة بالنسبة لهم كما يصفها مخرج الفيلم زياد كلثوم باتت دائرة إسمنتية هربوا منها في سوريا بعد أن دُمر البيت الإسمنتي الذي بُني خلال الحرب الأهلية اللبنانية، واليوم هم في لبنان الذي يبنى على مهل بعد نهاية الحرب.
عندما تبدأ الحرب في بلد ما، يذهب البناؤون إلى بلد آخر انتهت الحرب فيه، وينتظرون نهايتها. ليعيشوا ما بين نهاية حرب وبداية أخرى ويذوقوا طعم الإسمنت الذي عشش في الفم والأنف والعيون، هذا ما يقوله صوت الفيلم بعد أن وقع البيت على رأس أحد العمال خلال القصف في سوريا.
يروي المخرج زياد كلثوم لألترا صوت تفاصيل حكاية الفيلم، وحكاية السوريين الذين ذاقوا طعم إسمنت بيوتهم، بعد أن صار البيت بين الأسنان وانطمر أغلبهم فيه، فينقل لنا بشكل مجازي صورة بلدٍ إسمنتي مقصوف علق أهله تحت أنقاضه.

## وصلات خارجية
موقع الفيلم

### الموارد السمعية والبصرية
- المركز الوطني للسينما والصور المتحركة
- على موقع آي إم دي بي
- قاعدة بيانات الأفلام